# Universidade Paul Sabatier
A Universidade Paul Sabatier (em francês:  Université Toulouse III Paul Sabatier, UPS, também Toulouse 3), também conhecida como Universidade de Toulouse III, é uma universidade pública de Toulouse.
Ela é especializada em ciência, engenharia, tecnologia, informática (Em parceria com a École nationale de l'aviation civile) e saúde.
Seu nome é uma homenagem ao químico Paul Sabatier.

## Ex-alunos
- Giulio Massarani, professor de engenharia química ítalo-brasileiro

## Doctor Honoris Causa
- Francisco Mauro Salzano, cientista brasileiro da área da genética